# Tanjung Agung Utara
Tanjung Agung Utara is een bestuurslaag in het regentschap Musi Banyuasin van de provincie Zuid-Sumatra, Indonesië. Tanjung Agung Utara telt 3582 inwoners (volkstelling 2010).